# ناچو وارگا
ایگناسیو وارگا (به انگلیسی: Nacho Varga) یک شخصیت خیالی در مجموعه تلویزیونی بهتره با سال تماس بگیری می‌باشد. مایکل ماندو ایفاگر نقش اوست و وینس گیلیگان و پتر گولد خالق این شخصیت هستند.